# Стекеленбург, Мартен
Ма́ртен Сте́келенбург (нидерл. Maarten Stekelenburg, МФА: [ˈmaːrtə(n) ˈsteːkələ(n)ˌbʏrχ]; род. 22 сентября 1982, Харлем) — нидерландский футболист, игравший на позиции вратаря. Выступал за сборную Нидерландов.

## Клубная карьера

### «Аякс»
Футбольную карьеру Стекеленбург начинал в клубе «Схотен», а в 15 лет попал в футбольную школу «Аякса». Свой первый официальный матч за амстердамский клуб Мартен сыграл 24 февраля 2002 года против клуба НАК Бреда. В течение трёх сезонов (2002/03, 2003/04 и 2004/05) Мартен боролся за место в основе «Аякса», ведя при этом конкуренцию  с Богданом Лобонцом, Джоуи Дидулицей и Хенком Тиммером. За эти три года Стекеленбург сыграл в чемпионате соответственно 9, 10 и 11 матчей.
С сезона 2005/06 Мартен занял постоянное место в воротах и на протяжении трёх лет оно не поддавалось сомнению. Тогда стали всерьёз говорить о том, что у Эдвина ван дер Сара на посту стража ворот сборной Нидерландов появился достойный сменщик. Однако в сезоне 2008/09 занявший пост главного тренера «Аякса» Марко ван Бастен усадил Стекеленбурга на скамейку запасных и всё чаще стал доверять место в составе молодому Кеннету Вермеру. Отчасти этот ход был связан с травмами Стекеленбурга, а отчасти с личным видением состава тренером. Уже тогда Мартен стал заявлять, что хочет покинуть команду. Им даже стали интересоваться английские «Арсенал», «Манчестер Юнайтед» и немецкая «Бавария». Но с уходом ван Бастена и приходом Мартина Йола карьера Стекеленбурга вновь пошла в гору. Он не только вернулся в основу «Аякса», но и стал основным вратарём сборной Нидерландов, однако при этом продолжил сообщать, что готов покинуть команду.
17 мая 2011 года дал интервью, в котором сообщил, что, так и не дождавшись предложений из-за рубежа, начал переговоры с «Аяксом» о новом контракте, но тем не менее все ещё готов выслушать предложения о переходе: «Я получил фантастическое предложение от „Аякса“, которое сейчас рассматриваю. Больше никаких предложений мне не поступало, ни одного. Возможно, потому что я был травмирован, не знаю… По поводу слухов о „Манчестер Юнайтед“ могу сказать только, что того, кто не хочет играть за этот клуб, можно сразу отправлять в психушку!». В этот момент игроку поступило интересное предложение перейти в итальянскую «Рому», которое он в итоге и принял.

### «Рома»
2 августа 2011 года подписал четырёхлетний контракт с итальянским клубом «Рома» сроком до 30 июня 2015 года. Сумма сделки составила € 6 млн. 18 августа 2011 года дебютировал за «Рому» в гостевом матче квалификационного раунда Лиги Европы 2011/12 против словацкого «Слована». Первый сезон вратарь оценил как «фантастический», хоть и получил травму левого плеча, из-за которой пропустил матчи концовки чемпионата. После того как команду из Рима, неожиданно для Мартена, возглавил Зденек Земан, Стекеленбург в середине сезона начал оставаться на скамейке запасных. Этому поспособствовали продолжающиеся мышечные травмы и то, что, со слов тренера, голландец говорит только на английском языке, на котором мало кто общается в команде. Поэтому главный тренер римлян делал ставку не на голландского стража ворот, а на 24-летнего уругвайского вратаря Мауро Гойкоэчеа. В этот момент к Стекеленбургу проявляли интерес «Милан» и «Тоттенхэм». После того как на смену Земану пришёл Аурелио Андреацолли, Мартен получил игровую практику, но выглядел неубедительно и к концу сезона снова уступил место в воротах, на этот раз — Богдану Лобонцу.

### «Фулхэм»
5 июня 2013 года Стекеленбург перешёл в «Фулхэм» подписав контракт на четыре года, где заменил основного голкипера команды Марка Шварцера. На официальном сайте «Ромы» сообщалось, что сумма трансфера составила € 5,6 млн. «Дачники» пытались приобрести Стекеленбурга ещё в январе, поскольку он потерял место в основном составе римлян. Но сделка сорвалась в последний момент, когда Мартен уже был готов вылететь в Лондон, из-за того, что «Рома» не смогла найти замену голландцу. Рулевой «Фулхэма» Мартин Йол и Стекеленбург были хорошо знакомы друг с другом еще со времен совместной работы в «Аяксе» в сезоне 2009/10.

#### «Монако»
9 августа 2014, Стекеленбург присоединился к «Монако» на правах аренды.

#### «Саутгемптон»
22 июня 2015 года Стекеленбург отправился в аренду в «Саутгемптон». Дебютировал 30 июля в 3-м отборочном раунде Лиги Европы, в котором «Саутгемптон» обыграл нидерландский «Витесс» (3:0) на домашнем стадионе Сент-Мэрис.

### «Эвертон»
1 июля 2016 года Стекеленбург перешёл в «Эвертон», заключив контракт на три года.

### Возвращение в «Аякс»
Летом 2020 года, Мартен вернулся в «Аякс», подписав контракт на год с амстердамским клубом. Изначально Мартен находился в статусе запасного вратаря команды, однако с февраля 2021 года занял место в основе «Аякса», поскольку основной вратарь Андре Онана был ранее дисквалифицирован на 12 месяцев из-за применения допинга.

## Карьера в сборной
В составе национальной сборной Нидерландов Стекеленбург дебютировал 3 сентября 2004 года в матче против Лихтенштейна, выигранном нидерландцами со счётом 3:0. Он также был в заявке сборной на Чемпионат мира 2006 года, но не сыграл ни в одном матче. Подобным образом сложился для Стекеленбурга и Евро 2008: Мартен по-прежнему сидел в запасе и не был способен составить конкуренцию опытному Эдвину ван дер Сару. Однако именно в 2008 году состоялся дебют вратаря на крупных турнирах сборных. В ничего не решавшем для нидерландцев матче против Румынии Стекеленбург вышел в основном составе и оставил свои ворота в неприкосновенности (2:0). После Евро-2008 ван дер Сар объявил о завершении карьеры в сборной Нидерландов.

#### Чемпионат мира 2010
Пришедший на пост наставника главной команды Берт ван Марвейк доверил пост № 1 Стекеленбургу. Мартен являлся основным вратарём практически во всех матчах отборочного турнира к Чемпионату Мира 2010, за исключением тех, которые пропустил из-за травмы.
На главный турнир четырёхлетия в ЮАР вратарь поехал первым номером. Уже в матчах группового этапа, которые по большому счёту нидерландцы провели без особых проблем, Стекеленбург несколько раз проявил своё мастерство и спас команду. Единственный пропущенный нидерландцами мяч состоялся в последнем матче группы против Камеруна, когда пенальти реализовал Самуэль Это’О.
В первом матче плей-офф против Словакии (2-1), в концовке игры при счёте 1:0 Мартен дважды спас ворота после убойных ударов словаков Стоха и Виттека. В итоге он вновь пропустил лишь с пенальти, назначенном в ворота Нидерландов на последних секундах игры при счёте 2:0 в их пользу.
В следующей игре, против Бразилии, нидерландской команде предстояла настоящая проверка на прочность. 
«Пентакампеоны» открыли счёт в начале первого тайма, когда после выхода один на один мяч в ворота Стекеленбурга отправил Робиньо. Затем южноамериканцы устроили настоящую осаду ворот оранжевых, и во многом благодаря стараниям вратаря счёт не стал крупнее. Одним из лучших вратарских сейвов чемпионата, по мнению болельщиков и специалистов, стало спасение Стекеленбургом ворот после обводящего удара Кака в дальнюю девятку. Голкипер в прыжке, дальней от мяча рукой, смог эффектно парировать мяч пущенный бразильцем в самый верхний угол. Во втором тайме нидерландская команда переломила ход матча и благодаря двум точным ударам Уэсли Снейдера одержала победу.
В полуфинале против Уругвая Стекеленбург пропустил дважды, и в первом мяче, который забил мощным ударом из-за штрафной площади, впоследствии признанный лучшим игроком турнира Диего Форлан, можно усмотреть долю вины голкипера, который коснулся летящего под перекладину мяча, но парировать его не сумел.
В финальной игре с Испанией нидерландский вратарь спасал свою команду множество раз. Отразив в том числе мощнейший удар головой Серхио Рамоса и ликвидировав выход один на один Сеска Фабрегаса, он дал шанс своей команде до последних минут дополнительного времени претендовать на победу, однако на 116-й минуте и Стекеленбург был бессилен против пушечного удара Андреса Иньесты из пределов штрафной, который принёс Испании звание чемпионов мира, а Стекеленбурга и его партнёров оставил лишь с серебряными медалями.

## Личная жизнь
10 июня 2005 года Мартен женился на Ким Калленбах. У пары трое сыновей: Сем (род. 24.01.2010), Нод (род. 10.08.2012) и Мес (род. 25.05.2015).

## Достижения
«Аякс»
- Чемпион Нидерландов (4): 2003/04, 2010/11, 2020/21, 2021/22
- Обладатель Кубка Нидерландов (4): 2005/06, 2006/07, 2009/10, 2020/21
- Обладатель Суперкубка Нидерландов (3): 2005, 2006, 2007

«Рома»
- Финалист Кубка Италии: 2013

Сборная Нидерландов
- Серебряный призёр Чемпионата мира: 2010

## Статистика выступлений

### Выступления за клубы
| Клуб             | Сезон            | Лига | Лига | Кубок | Кубок | Европейские кубки | Европейские кубки | Другие | Другие | Итого | Итого |
| Клуб             | Сезон            | Игры | Голы | Игры  | Голы  | Игры              | Голы              | Игры   | Голы   | Игры  | Голы  |
| ---------------- | ---------------- | ---- | ---- | ----- | ----- | ----------------- | ----------------- | ------ | ------ | ----- | ----- |
| Аякс             | 2002/03          | 9    | −12  | 0     | 0     | 3                 | −2                | 1      | −1     | 13    | −15   |
| Аякс             | 2003/04          | 10   | −9   | 0     | 0     | 1                 | −1                |        |        | 11    | −10   |
| Аякс             | 2004/05          | 11   | −11  | 1     | 0     | 4                 | −6                | 1      | −4     | 17    | −21   |
| Аякс             | 2005/06          | 27   | −27  | 4     | −3    | 6                 | −6                | 4      | −4     | 41    | −40   |
| Аякс             | 2006/07          | 32   | −33  | 4     | −2    | 9                 | −11               | 5      | −4     | 50    | −50   |
| Аякс             | 2007/08          | 31   | −42  | 1     | −4    | 4                 | −6                | 5      | −3     | 41    | −56   |
| Аякс             | 2008/09          | 12   | −15  | 1     | 0     | 2                 | −1                |        |        | 15    | −16   |
| Аякс             | 2009/10          | 33   | −20  | 7     | −6    | 10                | −9                |        |        | 50    | −35   |
| Аякс             | 2010/11          | 26   | −22  | 4     | −1    | 13                | −17               | 1      | −1     | 44    | −41   |
| Аякс             | Итого            | 191  | −191 | 22    | −16   | 52                | −59               | 17     | −17    | 282   | −283  |
| Рома             | 2011/12          | 29   | −40  | 2     | −3    | 2                 | −2                |        |        | 33    | −45   |
| Рома             | 2012/13          | 19   | −30  | 3     | −3    |                   |                   |        |        | 22    | −33   |
| Рома             | Итого            | 48   | −70  | 5     | −6    | 2                 | −2                |        |        | 55    | −78   |
| → Фулхэм         | 2013/14          | 19   | −43  | 2     | −3    |                   |                   |        |        | 21    | −46   |
| → Фулхэм         | Итого            | 19   | −43  | 2     | −3    |                   |                   |        |        | 21    | −46   |
| → Монако         | 2014/15          | 1    | −1   | 7     | −4    |                   |                   |        |        | 8     | −5    |
| → Монако         | Итого            | 1    | −1   | 7     | −4    |                   |                   |        |        | 8     | −5    |
| → Саутгемптон    | 2015/16          | 17   | −19  | 4     | −9    | 4                 | −2                |        |        | 25    | −30   |
| → Саутгемптон    | Итого            | 17   | −19  | 4     | −9    | 4                 | −2                |        |        | 25    | −30   |
| Эвертон          | 2016/17          | 19   | −24  | 2     | −2    |                   |                   |        |        | 21    | −26   |
| Эвертон          | 2017/18          | 0    | 0    | 1     | 0     | 2                 | −3                |        |        | 3     | −3    |
| Эвертон          | 2018/19          | 0    | 0    | 2     | −2    |                   |                   |        |        | 2     | −2    |
| Эвертон          | Итого            | 19   | −24  | 5     | −4    | 2                 | −3                |        |        | 26    | −31   |
| Аякс             | 2020/21          | 12   | −7   | 4     | −2    | 5                 | −3                |        |        | 21    | −12   |
| Аякс             | 2021/22          | 7    | −3   | 1     | −2    | 0                 | 0                 | 0      | 0      | 8     | −5    |
| Аякс             | 2022/23          | 0    | 0    | 0     | 0     | 0                 | 0                 | 0      | 0      | 0     | 0     |
| Аякс             | Итого            | 19   | −10  | 5     | −4    | 5                 | −3                | 0      | 0      | 29    | −17   |
| Всего за карьеру | Всего за карьеру | 314  | −358 | 50    | −46   | 65                | −69               | 17     | −17    | 446   | −490  |

### Матчи за сборную Нидерландов
| Матчи за сборную Нидерландов | Матчи за сборную Нидерландов | Матчи за сборную Нидерландов | Матчи за сборную Нидерландов | Матчи за сборную Нидерландов | Матчи за сборную Нидерландов  |
| ---------------------------- | ---------------------------- | ---------------------------- | ---------------------------- | ---------------------------- | ----------------------------- |
| №                            | Дата                         | Оппонент                     | Счёт                         | Пропущено голов              | Соревнование                  |
| 1                            | 3 сентября 2004              | Лихтенштейн                  | 3:0                          | —                            | Товарищеский матч             |
| 2                            | 1 июня 2006                  | Мексика                      | 2:1                          | —                            | Товарищеский матч             |
| 3                            | 15 ноября 2006               | Англия                       | 1:1                          | —                            | Товарищеский матч             |
| 4                            | 7 февраля 2007               | Россия                       | 4:1                          | 1                            | Товарищеский матч             |
| 5                            | 24 марта 2007                | Румыния                      | 0:0                          | —                            | Чемпионат Европы 2008 (отбор) |
| 6                            | 2 июня 2007                  | Республика Корея             | 2:0                          | —                            | Товарищеский матч             |
| 7                            | 22 августа 2007              | Швейцария                    | 1:2                          | 2                            | Товарищеский матч             |
| 8                            | 13 октября 2007              | Румыния                      | 0:1                          | 1                            | Чемпионат Европы 2008 (отбор) |
| 9                            | 17 октября 2007              | Словения                     | 2:0                          | —                            | Чемпионат Европы 2008 (отбор) |
| 10                           | 21 ноября 2007               | Беларусь                     | 1:2                          | 2                            | Чемпионат Европы 2008 (отбор) |
| 11                           | 24 мая 2008                  | Украина                      | 3:0                          | —                            | Товарищеский матч             |
| 12                           | 17 июня 2008                 | Румыния                      | 2:0                          | —                            | Чемпионат Европы 2008         |
| 13                           | 20 августа 2008              | Россия                       | 1:1                          | 1                            | Товарищеский матч             |
| 14                           | 6 сентября 2008              | Австралия                    | 1:2                          | 2                            | Товарищеский матч             |
| 15                           | 10 сентября 2008             | Македония                    | 2:1                          | 1                            | Чемпионат мира 2010 (отбор)   |
| 16                           | 11 февраля 2009              | Тунис                        | 1:1                          | —                            | Товарищеский матч             |
| 17                           | 28 марта 2009                | Шотландия                    | 3:0                          | —                            | Чемпионат мира 2010 (отбор)   |
| 18                           | 1 апреля 2009                | Македония                    | 4:0                          | —                            | Чемпионат мира 2010 (отбор)   |
| 19                           | 6 июня 2009                  | Исландия                     | 2:1                          | 1                            | Чемпионат мира 2010 (отбор)   |
| 20                           | 10 июня 2009                 | Норвегия                     | 2:0                          | —                            | Чемпионат мира 2010 (отбор)   |
| 21                           | 12 августа 2009              | Англия                       | 2:2                          | 2                            | Товарищеский матч             |
| 22                           | 10 октября 2009              | Австралия                    | 0:0                          | —                            | Товарищеский матч             |
| 23                           | 14 ноября 2009               | Италия                       | 0:0                          | —                            | Товарищеский матч             |
| 24                           | 18 ноября 2009               | Парагвай                     | 0:0                          | —                            | Товарищеский матч             |
| 25                           | 3 марта 2010                 | США                          | 2:1                          | 1                            | Товарищеский матч             |
| 26                           | 26 мая 2010                  | Мексика                      | 2:1                          | 1                            | Товарищеский матч             |
| 27                           | 5 июня 2010                  | Венгрия                      | 6:1                          | 1                            | Товарищеский матч             |
| 28                           | 14 июня 2010                 | Дания                        | 2:0                          | —                            | Чемпионат мира 2010           |
| 29                           | 19 июня 2010                 | Япония                       | 1:0                          | —                            | Чемпионат мира 2010           |
| 30                           | 24 июня 2010                 | Камерун                      | 2:1                          | 1                            | Чемпионат мира 2010           |
| 31                           | 28 июня 2010                 | Словакия                     | 2:1                          | 1                            | Чемпионат мира 2010           |
| 32                           | 2 июля 2010                  | Бразилия                     | 2:1                          | 1                            | Чемпионат мира 2010           |
| 33                           | 6 июля 2010                  | Уругвай                      | 3:2                          | 2                            | Чемпионат мира 2010           |
| 34                           | 11 июля 2010                 | Испания                      | 0:1                          | 1                            | Чемпионат мира 2010           |
| 35                           | 3 сентября 2010              | Сан-Марино                   | 5:0                          | —                            | Чемпионат Европы 2012 (отбор) |
| 36                           | 7 сентября 2010              | Финляндия                    | 2:1                          | 1                            | Чемпионат Европы 2012 (отбор) |
| 37                           | 8 октября 2010               | Молдова                      | 1:0                          | —                            | Чемпионат Европы 2012 (отбор) |
| 38                           | 12 октября 2010              | Швеция                       | 4:1                          | 1                            | Чемпионат Европы 2012 (отбор) |
| 39                           | 17 ноября 2010               | Турция                       | 1:0                          | —                            | Товарищеский матч             |
| 40                           | 9 февраля 2011               | Австрия                      | 3:1                          | 1                            | Товарищеский матч             |
| 41                           | 2 сентября 2011              | Сан-Марино                   | 11:0                         | —                            | Чемпионат Европы 2012 (отбор) |
| 42                           | 6 сентября 2011              | Финляндия                    | 2:0                          | —                            | Чемпионат Европы 2012 (отбор) |
| 43                           | 11 ноября 2011               | Швейцария                    | 0:0                          | —                            | Товарищеский матч             |
| 44                           | 15 ноября 2011               | Германия                     | 0:3                          | 3                            | Товарищеский матч             |
| 45                           | 29 февраля 2012              | Англия                       | 3:2                          | 2                            | Товарищеский матч             |
| 46                           | 30 мая 2012                  | Словакия                     | 2:0                          | —                            | Товарищеский матч             |
| 47                           | 2 июня 2012                  | Северная Ирландия            | 6:0                          | —                            | Товарищеский матч             |
| 48                           | 9 июня 2012                  | Дания                        | 0:1                          | 1                            | Чемпионат Европы 2012         |
| 49                           | 13 июня 2012                 | Германия                     | 1:2                          | 2                            | Чемпионат Европы 2012         |
| 50                           | 17 июня 2012                 | Португалия                   | 1:2                          | 2                            | Чемпионат Европы 2012         |
| 51                           | 15 августа 2012              | Бельгия                      | 2:4                          | 4                            | Товарищеский матч             |
| 52                           | 11 сентября 2012             | Венгрия                      | 4:1                          | 1                            | Чемпионат мира 2014 (отбор)   |
| 53                           | 12 октября 2012              | Андорра                      | 3:0                          | —                            | Чемпионат мира 2014 (отбор)   |
| 54                           | 16 октября 2012              | Румыния                      | 4:1                          | 1                            | Чемпионат мира 2014 (отбор)   |
| 55                           | 7 октября 2016               | Беларусь                     | 4:1                          | 1                            | Чемпионат мира 2018 (отбор)   |
| 56                           | 10 октября 2016              | Франция                      | 0:1                          | 1                            | Чемпионат мира 2018 (отбор)   |
| 57                           | 9 ноября 2016                | Бельгия                      | 1:1                          | 1                            | Товарищеский матч             |
| 58                           | 13 ноября 2016               | Люксембург                   | 3:1                          | 1                            | Чемпионат мира 2018 (отбор)   |
| 59                           | 6 июня 2021                  | Грузия                       | 3:0                          | —                            | Товарищеский матч             |
| 60                           | 13 июня 2021                 | Украина                      | 3:2                          | 2                            | Чемпионат Европы 2020         |
| 61                           | 17 июня 2021                 | Австрия                      | 2:0                          | —                            | Чемпионат Европы 2020         |
| 62                           | 21 июня 2021                 | Северная Македония           | 3:0                          | —                            | Чемпионат Европы 2020         |
| 63                           | 27 июня 2021                 | Чехия                        | 0:2                          | 2                            | Чемпионат Европы 2020         |

Итого: 63 матча / пропущено 49 голов; 41 победа, 10 ничьих, 12 поражений.